# Lluís Bonet Amigó
Lluís Bonet Amigó (Tarragona, 1881 – Barcelona, 1965) fou un esportista i dirigent esportiu.
Practicà l'hoquei al Club Gimnàstic de Tarragona i el rem al Club Nàutic de Tarragona, amb el qual disputà el Campionat d'Espanya de ioles el 1916. Fou el primer president de la Federació Catalana de Rem entre els anys 1922 i 1927 i també dirigí el Club Nàutic de Tarragona entre el 1920 i el 1927 i entre el 1931 el 1936, i el Nàstic del 1924 al 1926, on professionalitzà la secció de futbol. El 1915 va fundar el Lawn Tennis Club de Tarragona, primer nom de l'actual Club de Tennis Tarragona, que de 1918 a 1929 va crear un torneig amb el seu nom. De 1920 a 1923 va organitzar el Gran Premi d'automobilisme Trofeu Armangué, que es disputava en el trajecte d'anada i tornada entre Tarragona i la Secuita, i el 1924 va crear les Olimpíades Llevantines, que van consistir en un enfrontament esportiu entre les ciutats de Tarragona i Alacant, a la qual quatre-cents esportistes tarragonins es van desplaçar en un vaixell noliejat i sufragat per ell mateix.